# BC Augsburg
BC Augsburg was een Duitse voetbalclub uit Augsburg en is de voorloper van FC Augsburg.

## Geschiedenis
Op 8 augustus 1907 werd FK Alemannia Augsburg boven de doopvont gehouden. De leden leerden het voetbalspel kennen door naar trainingen en wedstrijden van MTV Augsburg te gaan kijken. Op 20 oktober 1907 werd de eerste officiële wedstrijd gespeeld tegen het tweede elftal van TV Augsburg. Op 4 februari 1908 werd ook de club FC Augsburg opgericht. Begin 1909 verbood het leger om nog lager de weide op de Exerzierplatz te gebruiken waardoor de club op zoek moest naar een nieuw plein. Vele spelers verlieten de club waardoor ze gedwongen werden om zich aan te sluiten bij turnclub TV Oberhausen. Tot 1918 speelde de club dan als Sp.Abt. TV Oberhausen. Een van de eerste wedstrijden onder deze naam verloor de club met 0:8 tegen FC Augsburg. Deze club hield in 1925 op te bestaan toen ze fuseerden met Schwaben Augsburg. In 1919 werd de naam Ballspiel-Club im Turn- und Sportverein 1871 aangenomen.
Op 30 augustus 1921 werd besloten om zich van de turnclub TVO af te splitsen en zo werd de club zelfstandig als BC Augsburg. De club speelde dat jaar voor het eerst in de hoogste klasse van de Zuid-Beierse competitie. Een jaar later degradeerde de club en stond langere tijd in de schaduw van stadsrivaal Schwaben. In 1933 werd de Gauliga Bayern ingevoerd als nieuwe hoogste klasse, door de NSDAP. BC werd kampioen in de Bezirksliga en nam deel aan de eindronde om promtoie, waar ze tweede werden achter SpVgg Weiden en zo promoveerden. In het eerste seizoen kon de club zich net redden door een beter doelsaldo dan Weiden en dat terwijl rivaal Schwaben op een degradatieplaats eindigden. Na twee vijfde plaatsen en een zesde plaats eindigde de club in 1938/39 weer net boven de degradatiezone dankzij een beter doelsaldo van VfB 1907 Coburg. Het volgende seizoen streed de club dan mee voor de titel en kwam slechts één puntje tekort achter 1. FC Nürnberg. Het jaar erop werd de club nog derde en dan zesde. In 1942/43 werd de competitie weer in twee groepen verdeeld en BC eindigde tweede achter TSV 1860 München. Om een volwaardig team te kunnen blijven opstellen tijdens de Tweede Wereldoorlog ging de club een tijdelijke fusie aan met Post SG Augsburg en werd als KSG BC/Post tweede achter Bayern München. Het laatste seizoen werd niet voltooid.
Na de oorlog werd de Gauliga afgeschaft. In het zuiden van Duitsland verenigden de clubs van de vroegere Zuid-Duitse voetbalbond zich in de Oberliga Süd, die nu de hoogste klasse werd. Na een seizoen middenmoot degradeerde de club in 1946/47. Na één seizoen keerde de club terug en eindigde samen met TSG Ulm 1846 op de voorlaatste plaats. Na een barragewedstrijd kon de club winnen en het behoud verzekeren. Twee jaar later volgde echter een nieuwe degradatie. Ook nu kon de club na één seizoen terugkeren naar de Oberliga. De club speelde nu tot 1959 in de Oberliga met een zevende plaats als beste notering. Na twee seizoenen in de II. Division promoveerde de club weer en speelde nog twee seizoenen in de Oberliga.
In 1963 werd de Bundesliga opgericht als nieuwe hoogste klasse. Augsburg plaatste zich niet en ging spelen in de Regionalliga Süd. Na één seizoen zakte de club naar de Bayernliga. In 1966 promoveerde de club weer maar kon het behoud niet verzekeren. In 1969 kwam de club in zware financiële problemen en fuseerde met TSV Schwaben Augsburg en werd zo FC Augsburg. Schwaben richtte een jaar later echter opnieuw een amateurvoetbalclub op.